# Daniel Huck
 (juin 2022).
 (juin 2022).
Pour les articles homonymes, voir Huck.
Daniel Huck est un saxophoniste, clarinettiste et chanteur français né le 22 mars 1948  à Paris.

## Biographie
Né en 1948 à Paris, Daniel Huck s'essaie au trombone au lycée Montaigne puis devient à 18 ans, garçon de café au club du quartier latin, le Jazzland, où il croise les jazzmen français Stéphane Grappelli, Raymond Fol, Gérard Badini et Eddy Louiss et les musiciens américains de passage: Errol Garner, Milt Jackson, Sonny Rollins, Art Taylor et Dexter Gordon. 

« Il (Dexter Gordon) a été mon meilleur copain, c'est lui qui a placé l'anche dans mon premier saxo-alto et m'a donné mes premières leçons ! »

— Daniel Huck
Il apprend le saxophone alto en autodidacte à partir de 1967. Il devient professionnel au début des années 1970 après diverses expériences en amateur qui aboutissent au groupe Jazz O’Maniacs.
Il se forme dans l'orchestre de jazz traditionnel du trompettiste Jean-Pierre Morel, Sharkey & Co, et s'intéresse à toutes les formes de jazz (Johnny Hodges, Charlie Parker et Cannonball Adderley). 
Il joue au côté de Gilbert Leroux (1974) puis enchaîne avec Raymond Fonsèque (1975-1979), et des tournées avec William Cat Anderson. Il joue également avec Olivier Franc (1975-1978).
Il a notamment joué avec les Jazzogènes, Les Primitifs du futur, l'Anachronic Jazz Band (1976-1979), TSF, Orphéon Célesta (1981) ainsi qu'aux côtés d'Eddy Louiss et de sa fanfare jazz en 1987 qui lui rend hommage par le titre Come on DH.
A la fin des années 1970, il crée le groupe Slapscat avec le tromboniste Patrick Bacqueville, le guitariste et parolier Patrick Diaz et le contrebassiste Gilles Chevaucherie; les paroles en français drôles et énergiques sont jouées sur des standards du jazz.
Il se consacre au jazz moderne avec l'Happy Feet Quintet de 1980 à 1982, groupe dirigé par Philippe Baudoin. 
Dans l'univers du Jazz, il est considéré comme un show man. Il est un des spécialistes du scat en France, revisitant les mots avec humour et toujours inspiré par son maître Cab Calloway ; il est régulièrement invité comme chanteur par les orchestres de jazz.
Il se produit régulièrement dans les festivals et les clubs.
Il est reconnu comme l’un des rares experts français en histoire du Jazz. 

### Récompenses et distinctions
- 1997 : Prix Django Reinhardt[2]
- 1982 : Prix Sidney Bechet

## Discographie sélective
Daniel Huck a enregistré plus de 100 disques.
- Jimtown Blues, Sharkey and Co (1973)
- Round Midnight, Anachronic Jazz Band (1976)
- Garantie Swing Véritable, Slapscat (Daniel Huck, François Laudet (batterie), Gilles Chevaucherie (contrebasse), Patrick Bacqueville (trombone), Patrick Diaz (guitare), notes de pochette de Mimi Perrin) (SP 3391, fin des années 1970)
- Happy Feet And Friends ... (incluant Willow Weep For Me, Impôts Locaux composé par Daniel Huck), Philippe Baudoin / Daniel Huck (Open (3) – OP 16, 1981)
- C’est pas d’la tarte !, Orphéon Célesta (Swing Land SL-CD-1413, 1981)
- Le Secret d'Huck, Slapscat (1982)
- Gare de Lyon, Orphéon Célesta (Stomp off, 1983)
- Shim-me-sha-wabble, Orphéon Célesta, (Stomp off, 1983)
- Drôlement vocal !, TSF (IDA records, 1987) incluant P'tite pelle à colle
- L'incroyable Huck, Ornicar big band (Big Blue records, 1991)
- Multicolor Feeling Fanfare - Live, soliste pour Eddy Louiss et Multicolor Feeling Fanfare, (Nocturne – NTCD 108, 1991)
- Trop de routes, trop de trains, Les Primitifs de futur (La Lichère / Frémeaux & Associés LLL247, 1994)[6], prix CHOC Monde de la Musique ...
- Esquisses for a walk avec Dave Burrel (1997)
- Le Zeste de Sam, Slapscat (Jazztrade – SL-CD-1701, 2006)
- Back in town!, Anachronic Jazz Band (jazz aux remparts, 2013), CHOC Jazz Magazine-Jazzman, Sélection Jazz Hot
- Cryin’ For The Carolines, Les Oracles du Phono (avec Daniel Huck et Stan Laferrière)  (Frémeaux & Associés – FA8509, 2014)

## Référence
1. 1 2 3 4  « Tribune libre : 8.Jazz : Daniel Huck, « Le jazz ne s'apprend pas, il se vit » », sur Clicanoo.re, 2004 (consulté le 3 avril 2021).
2. 1 2 3 4 5 6 7  « Huck Daniel (1997) - Lauréat en 1997 »(Archive.org • Wikiwix • Archive.is • Google • Que faire ?), sur academiedujazz.com, 1997.
3. ↑  
« critiques sur Jazz Orphéon Célesta - cuisine au jazz - Frémeaux & Associés éditeur , La Librairie Sonore », sur fremeaux.com (consulté le 2 avril 2021).
4. ↑  « A quarante-quatre ans, Daniel Huck est «amitieux» d'Eddy Louiss - son découvreur - et amoureux du jazz », L'Humanité,‎ 28 avril 1992 (lire en ligne)
5. 1 2  Marceau Bonnecaze, « Le renouveau du jazz », Sud Ouest,‎ 10 mai 2013 (lire en ligne, consulté le 2 avril 2021).
6. ↑  « Synthèse de critiques du disque "Trop de routes, trop de trains" », sur fremeaux.com (consulté le 3 avril 2021).